# 4233 Palʹchikov
4233 Palʹchikov este un asteroid din centura principală, descoperit pe 11 septembrie 1977 de Nikolai Cernîh.